# Indelibly Stamped
Indelibly Stamped je druhé studiové album britské progresivně rockové skupiny Supertramp, vydané v roce 1971 u A&M Records.

## Seznam skladeb
Všechny skladby napsali Rick Davies a Roger Hodgson, pokud není uvedeno jinak.

### Strana 1
1. „Your Poppa Don't Mind“ – 2:58
  - Zpěv: Rick Davies
2. „Travelled“ – 4:15
  - Zpěv: Roger Hodgson
3. „Rosie Had Everything Planned“ (Frank Farrell, Hodgson) – 3:01
  - Zpěv: Roger Hodgson
4. „Remember“ – 4:00
  - Zpěv: Rick Davies
5. „Forever“ – 5:05
  - Zpěv: Rick Davies

### Strana 2
1. „Potter“ – 2:23
  - Zpěv: Dave Winthrop
2. „Coming Home to See You“ – 4:39
  - Zpěv: Rick Davies
3. „Times Have Changed“ – 3:42
  - Zpěv: Rick Davies
4. „Friend in Need“ – 2:08
  - Zpěv: Rick Davies
5. „Aries“ – 7:25
  - Zpěv: Roger Hodgson

## Sestava

### Hudebníci
- Kevin Currie - perkuse, bicí
- Rick Davies - harmonika, klávesy, zpěv
- Frank Farrell - baskytara, piáno, elektrické piáno, akordeon, doprovodný zpěv
- Roger Hodgson - akustická kytara, sólová kytara, baskytara, zpěv
- Dave Winthrop - flétna, saxofon, zpěv

## Produkce
- Supertramp - producent
- Bob Hall - inženýr